# 雙斑項鰭魚
雙斑項鰭魚，為輻鰭魚綱鱸形目隆頭魚亞目隆頭魚科的其中一種，分布於印度西太平洋區，從紅海、波斯灣至巴布亞紐幾內亞東部海域，棲息深度15-17公尺，體長可達28.5公分，棲息在沙底質海域，當受驚嚇時會躲入沙中，生活習性不明，可作為食用魚。

## 擴展閱讀
維基物種上的相關：雙斑項鰭魚